# Copa Intercontinental de Fútbol Playa 2021
La Copa Intercontinental de Fútbol Playa 2021 fue la décima edición del torneo patrocinado por Beach Soccer Worldwide. El torneo se desarrolló del 2 al 6 de noviembre. El evento reunió a ocho selecciones nacionales provenientes de cuatro continentes.
Tras no celebrarse en 2020 a causa de la Pandemia de COVID-19 vuelve a celebrarse una vez más en Dubái, Emiratos Árabes Unidos que acoge el torneo desde sus inicios.

## Fórmula de disputa
El torneo comenzó con una fase de grupos, jugada en un formato de Todos contra todos. Los primeros y segundos de cada grupo avanzaron a la etapa eliminatoria, en la cual los equipos compitieron en partidas de Eliminación directa, comenzando con las semifinales y terminando con la final. Un tercer partido decisivo también fue disputado por los semifinalistas perdedores. El tercer y cuarto lugar de cada grupo jugaron en una serie de partidos de consolación para decidir del quinto al octavo lugar.

## Participantes
En cursiva los equipos debutantes.
| Equipos participantes  | Equipos participantes | Equipos participantes | Equipos participantes |
| ---------------------- | --------------------- | --------------------- | --------------------- |
| Emiratos Árabes Unidos | Japón                 | Irán                  | Senegal               |
| Paraguay               | España                | Rusia                 | Portugal              |

## Fase de grupos

### Grupo A
| Pos. | Equipo                     | Pts. | PJ | G | W+ | WP | P | GF | GC | Dif. | Clasificación  |
| ---- | -------------------------- | ---- | -- | - | -- | -- | - | -- | -- | ---- | -------------- |
| 1    | Senegal                    | 6    | 3  | 2 | 0  | 0  | 1 | 17 | 13 | +4   | Semifinales    |
| 2    | Portugal                   | 6    | 3  | 2 | 0  | 0  | 1 | 16 | 14 | +2   | Semifinales    |
| 3    | Emiratos Árabes Unidos (H) | 4    | 3  | 1 | 0  | 1  | 1 | 12 | 12 | 0    | 5º al 8º lugar |
| 4    | España                     | 0    | 3  | 0 | 0  | 0  | 3 | 14 | 20 | −6   | 5º al 8º lugar |

 Fuente: BSWW
| Fecha                         | Lugar |                        |                                   | Resultado      |                                   |                        |
| ----------------------------- | ----- | ---------------------- | --------------------------------- | -------------- | --------------------------------- | ---------------------- |
| 2 de noviembre de 2021, 16:00 | Dubái | Portugal               | Bandera de Portugal               | 4:7            | Bandera de Senegal                | Senegal                |
| 2 de noviembre de 2021, 17:15 | Dubái | Emiratos Árabes Unidos | Bandera de Emiratos Árabes Unidos | 6:4            | Bandera de España                 | España                 |
| 3 de noviembre de 2021, 16:00 | Dubái | España                 | Bandera de España                 | 6:7            | Bandera de Senegal                | Senegal                |
| 3 de noviembre de 2021, 17:15 | Dubái | Emiratos Árabes Unidos | Bandera de Emiratos Árabes Unidos | 3:5            | Bandera de Portugal               | Portugal               |
| 4 de noviembre de 2021, 17:15 | Dubái | Portugal               | Bandera de Portugal               | 7:4            | Bandera de España                 | España                 |
| 4 de noviembre de 2021, 18:45 | Dubái | Senegal                | Bandera de Senegal                | 3:3 (4:5 pen.) | Bandera de Emiratos Árabes Unidos | Emiratos Árabes Unidos |

### Grupo B
| Pos. | Equipo   | Pts. | PJ | G | W+ | WP | P | GF | GC | Dif. | Clasificación  |
| ---- | -------- | ---- | -- | - | -- | -- | - | -- | -- | ---- | -------------- |
| 1    | Rusia    | 8    | 3  | 2 | 1  | 0  | 0 | 19 | 16 | +3   | Semifinales    |
| 2    | Irán     | 6    | 3  | 2 | 0  | 0  | 1 | 17 | 11 | +6   | Semifinales    |
| 3    | Paraguay | 2    | 3  | 0 | 1  | 0  | 2 | 19 | 20 | −1   | 5º al 8º lugar |
| 4    | Japón    | 0    | 3  | 0 | 0  | 0  | 3 | 11 | 19 | −8   | 5º al 8º lugar |

 Fuente: BSWW
| Fecha                         | Lugar |          |                     | Resultado  |                     |          |
| ----------------------------- | ----- | -------- | ------------------- | ---------- | ------------------- | -------- |
| 2 de noviembre de 2021, 18:45 | Dubái | Rusia    | Bandera de Rusia    | 7:6 (pró.) | Bandera de Japón    | Japón    |
| 2 de noviembre de 2021, 20:00 | Dubái | Irán     | Bandera de Irán     | 8:6        | Bandera de Paraguay | Paraguay |
| 3 de noviembre de 2021, 18:45 | Dubái | Paraguay | Bandera de Paraguay | 7:8        | Bandera de Rusia    | Rusia    |
| 3 de noviembre de 2021, 20:00 | Dubái | Irán     | Bandera de Irán     | 6:1        | Bandera de Japón    | Japón    |
| 4 de noviembre de 2021, 16:00 | Dubái | Japón    | Bandera de Japón    | 4:6 (pró.) | Bandera de Paraguay | Paraguay |
| 4 de noviembre de 2021, 20:00 | Dubái | Rusia    | Bandera de Rusia    | 4:3        | Bandera de Irán     | Irán     |

## Fase final

### Semifinales
| Fecha                         | Lugar |         |                    | Resultado |                     |          |
| ----------------------------- | ----- | ------- | ------------------ | --------- | ------------------- | -------- |
| 5 de noviembre de 2021, 18:45 | Dubái | Rusia   | Bandera de Rusia   | 7:3       | Bandera de Portugal | Portugal |
| 5 de noviembre de 2021, 20:00 | Dubái | Senegal | Bandera de Senegal | 5:7       | Bandera de Irán     | Irán     |

### Tercer lugar
| Fecha                         | Lugar |          |                     | Resultado |                    |         |
| ----------------------------- | ----- | -------- | ------------------- | --------- | ------------------ | ------- |
| 6 de noviembre de 2021, 17:30 | Dubái | Portugal | Bandera de Portugal | 4:7       | Bandera de Senegal | Senegal |

### Final
| Fecha                         | Lugar |       |                  | Resultado |                 |      |
| ----------------------------- | ----- | ----- | ---------------- | --------- | --------------- | ---- |
| 6 de noviembre de 2021, 19:00 | Dubái | Rusia | Bandera de Rusia | 3:2       | Bandera de Irán | Irán |

## Rondas de consolación

### 5.º al 8.º lugar
| Fecha                         | Lugar |                        |                                   | Resultado |                   |        |
| ----------------------------- | ----- | ---------------------- | --------------------------------- | --------- | ----------------- | ------ |
| 5 de noviembre de 2021, 16:00 | Dubái | Paraguay               | Bandera de Paraguay               | 4:5       | Bandera de España | España |
| 5 de noviembre de 2021, 17:15 | Dubái | Emiratos Árabes Unidos | Bandera de Emiratos Árabes Unidos | 4:6       | Bandera de Japón  | Japón  |

### 7.º lugar
| Fecha                         | Lugar |                        |                                   | Resultado |                     |          |
| ----------------------------- | ----- | ---------------------- | --------------------------------- | --------- | ------------------- | -------- |
| 6 de noviembre de 2021, 15:00 | Dubái | Emiratos Árabes Unidos | Bandera de Emiratos Árabes Unidos | 3:8       | Bandera de Paraguay | Paraguay |

### 5.º lugar
| Fecha                         | Lugar |       |                  | Resultado |                   |        |
| ----------------------------- | ----- | ----- | ---------------- | --------- | ----------------- | ------ |
| 6 de noviembre de 2021, 16:15 | Dubái | Japón | Bandera de Japón | 5:4       | Bandera de España | España |

## Goleadores
| Jugador                | Selección | Goles |
| ---------------------- | --------- | ----- |
| Chiky Ardil            | España    | 9     |
| Milciades Medina       | Paraguay  | 8     |
| Mohammadali Hassanabad | Irán      | 8     |
| Boris Nikonorov        | Rusia     | 8     |
| Fedor Zemskov          | Rusia     | 6     |
| Ozu Moreira            | Japón     | 6     |
| Carlos Zarate          | Paraguay  | 6     |

## Clasificación final
| Pos. | Selección              | PJ | G | G+ | GP | P | GF | GC | Dif. | Pts |
| ---- | ---------------------- | -- | - | -- | -- | - | -- | -- | ---- | --- |
| 1    | Rusia                  | 5  | 4 | 1  | 0  | 0 | 29 | 21 | +8   | 14  |
| 2    | Irán                   | 5  | 3 | 0  | 0  | 2 | 26 | 19 | +7   | 9   |
| 3    | Senegal                | 5  | 3 | 0  | 0  | 2 | 29 | 24 | +5   | 9   |
| 4    | Portugal               | 5  | 2 | 0  | 0  | 3 | 23 | 28 | -5   | 6   |
| 5    | Japón                  | 5  | 2 | 0  | 0  | 3 | 22 | 27 | -5   | 6   |
| 6    | España                 | 5  | 1 | 0  | 0  | 4 | 23 | 29 | -6   | 3   |
| 7    | Paraguay               | 5  | 1 | 1  | 0  | 3 | 31 | 28 | +3   | 5   |
| 8    | Emiratos Árabes Unidos | 5  | 1 | 0  | 1  | 3 | 19 | 26 | -7   | 4   |